# 伊藤良子 (心理学者)
伊藤 良子（いとう よしこ、1945年 - ）は、日本の心理学者。京都大学名誉教授。臨床心理士。専門は臨床心理学。
大阪府生まれ。1968年神戸女学院大学卒業、神戸市民生局勤務後、1985年京都大学大学院教育学研究科博士課程満期退学、93年「「発話者としての<私>」の生成の場 心理療法における転移」で京大教育学博士。神戸女学院大学教授、京都大学教育学研究科教授、2009年定年退任、名誉教授、学習院大学文学部教授。2016年退任。

## 著書
- 『心理治療と転移 発話者としての<私>の生成の場』誠信書房 2001
- 『心理療法論』京都大学学術出版会 2011

### 共編著
- 『臨床心理面接技法 1』編 誠信書房 臨床心理学全書 2004
- 『遊戯療法と子どもの今』東山紘久共編 創元社 京大心理臨床シリーズ 2005
- 『臨床心理面接研究セミナー』編 至文堂 「現代のエスプリ」別冊 事例に学ぶ心理臨床実践セミナーシリーズ 2006
- 『身体の病と心理臨床 遺伝子の次元から考える』大山泰宏、角野善宏共編 創元社 京大心理臨床シリーズ 2009
- 『心理臨床関係における身体』大山泰宏、角野善宏共編 創元社 京大心理臨床シリーズ 2009
- 『「発達障害」と心理臨床』角野善宏、大山泰宏共編 創元社 京大心理臨床シリーズ 2009
- 『臨床心理学 全体的存在として人間を理解する』編著 ミネルヴァ書房 いちばんはじめに読む心理学の本 2009
- 『情動学シリーズ 3 情動と発達・教育 子どもの成長環境』津田正明共編集 小野武年監修 朝倉書店 2015